# Sic et non

Sic et non est un livre scolastique de Pierre Abélard composé après le concile de Soissons de 1121.
Le titre, en latin, peut se traduire par « Oui et non ». En effet, l'ouvrage examine, sur des sujets traditionnels de la théologie chrétienne, des citations de la Bible, des Pères de l'Église et de philosophes, et leurs contradictoires. Le livre est exemplaire de la méthode des questions ou « quæstiones disputatæ » typique de la scolastique médiévale. Il met en œuvre les méthodes de la dialectique pour surmonter les contradictions apparentes. Abélard attire l'attention sur le fait que la contradiction apparente peut survenir du fait que les mêmes mots ont été employés en des sens différents. Mais il laisse demeurer la contradiction lorsqu'elle est inhérente au sujet, dans la tradition de Tertullien : l'intellect n'est pas toujours capable de rendre raison d'un dogme dont la foi seule peut assumer et dépasser le caractère absurde. La conjonction présente dans le titre prend alors son plein sens : l'objectif n'est pas forcément de résoudre la contradiction pour décider en faveur du oui ou du non. On aurait donc tort de voir dans le Sic et non l'œuvre d'un sceptique.
Le livre comporte un Prologue qui définit les règles de l'interprétation, puis il examine 158 questions où l'on peut distinguer trois séries : l'une sur la foi, Dieu, son rapport à la création ; sur les sacrements ; sur la charité, les œuvres, le péché. Ce plan est caractéristique de l'œuvre d'Abélard.
Onze manuscrits plus ou moins complets du Sic et non ont survécu jusqu'à nos jours. Le texte a été édité en français en 1836 par Victor Cousin.